# Сродник
Сродник је једна од две или више особа које имају једног или оба иста родитеља. Потпуни сродник је сродник првог степена. Мушки сродник је брат, а женски сродник је сестра. У већини друштава широм света браћа и сестре често одрастају заједно, што олакшава развој снажних емоционалних веза. Емоционална веза између сродника је често сложена и на њу утичу фактори као што су родитељски третман, ред рођења, личност и лична искуства ван породице.
Идентични близанци деле 100% свог ДНК. Пуна браћа и сестре су сродници првог степена и у просеку деле 50% својих гена од оних који варирају међу људима, под претпоставком да родитељи не деле ниједан од тих гена. Полусродници су генетски сродници другог степена и просечно се преклапају за 25% у својој људској генетској варијацији.
У медицинском смислу, пуно брат или сестра је сродник у првом степену, а полубрат и сестра је сродник у другом степену, јер су у сродству са 50% и 25% респективно.

## Дефиниције
| \| Адам \| Адам \| Адам \| Адам \| Адам \| Адам \| \| \| \| \| Агата \| Агата \| Агата \| Агата \| Агата \| Агата \| \| \| \| \| Антони \| Антони \| Антони \| Антони \| Антони \| Антони \| \| Адам \| Адам \| Адам \| Адам \| Адам \| Адам \| \| \| \| \| Агата \| Агата \| Агата \| Агата \| Агата \| Агата \| \| \| \| \| Антони \| Антони \| Антони \| Антони \| Антони \| Антони \| \| \| \| \| \| \| \| \| \| \| \| \| \| \| \| \| \| \| \| \| \| \| \| \| \| \| \| \| \| \| \| \| \| \| \| \| \| \| \| \| \| \| \| \| \| \| \| \| \| \| \| \| \| \| \| Брајан \| Брајан \| Брајан \| Брајан \| Брајан \| Брајан \| \| \| Бети \| Бети \| Бети \| Бети \| Бети \| Бети \| \| \| Сајрус \| Сајрус \| Сајрус \| Сајрус \| Сајрус \| Сајрус \| \| \| \| \| |        |        |        |        |        |  |  |      |      |       |       |       |       |       |       |        |        |        |        |        |        |        |        |        |        |
| Брајан и Бети су пуни брат и сестра, док је Сајрус њихов полубрат |        |        |        |        |        |  |  |      |      |       |       |       |       |       |       |        |        |        |        |        |        |        |        |        |        |
| Адам | Адам   | Адам   | Адам   | Адам   | Адам   |  |  |      |      | Агата | Агата | Агата | Агата | Агата | Агата |        |        |        |        | Антони | Антони | Антони | Антони | Антони | Антони |
| Адам | Адам   | Адам   | Адам   | Адам   | Адам   |  |  |      |      | Агата | Агата | Агата | Агата | Агата | Агата |        |        |        |        | Антони | Антони | Антони | Антони | Антони | Антони |
| |        |        |        |        |        |  |  |      |      |       |       |       |       |       |       |        |        |        |        |        |        |        |        |        |        |
| |        |        |        |        |        |  |  |      |      |       |       |       |       |       |       |        |        |        |        |        |        |        |        |        |        |
| Брајан | Брајан | Брајан | Брајан | Брајан | Брајан |  |  | Бети | Бети | Бети  | Бети  | Бети  | Бети  |       |       | Сајрус | Сајрус | Сајрус | Сајрус | Сајрус | Сајрус |        |        |        |        |

Термин брат и сестра (енгл. sibling — сиблинг) је поново уведен 1903. у чланку у часопису Biometrika, као превод за немачки Geschwister, након што се није користила од 1425. године.
Браћа и сестре или пуна браћа и сестре деле исте биолошке родитеље. Пуна браћа и сестре су такође најчешћи тип браће и сестара. Близанци су браћа и сестре који се рађају у исто време. Често ће близанци са блиским односом развити језик близанаца од детињства, језик који само њих двоје деле и разумеју. Студије сугеришу да идентични близанци изгледа да испољавају више близаначког говора него двојајчани близанци. Са око 3 године, близаначки говор се обично окончава. Близанци генерално имају снажнију везу због заједничког одрастања и истих година.
Полубраћа и полусестре (полу-сестре или полу-браћа) су људи који имају једног заједничког родитеља. Они могу имати исту мајку, али различите очеве (у том случају су познати као браћа и сестре по мајци или материнска полубраћа и полусестре), или могу имати истог оца, али различите мајке (у том случају су познати као браћа и сестре агнати или парентални полубраћа и полусестре. У праву се уместо агната користи израз сродник). У закону (а посебно закону о наслеђивању), полубраћи и сестрама се често приписује неједнак третман у односу на пуну браћу и сестре. Староенглеско обичајно право је својевремено укључивало те неједнакости у законе о наслеђивању без тестамента, при чему су полубраћа и полусестре узимали упола мање имовине од своје браће и сестара који су пунокрвна браћа и сестре. Неједнак третман овог типа је у потпуности укинут у Енглеској, али и даље постоји у америчкој држави Флорида.
Тро-четвртинска браће и сестара деле једног родитеља, док су различити родитељи једни с другима у сродству у првом степену, на пример ако мушкарац има децу са две жене које су сестре, или жена има децу са мушкарцем и његовим сином. У првом случају, деца су полубраћа и полусестре као и први рођаци; у другом, деца су полубраћа и полусестре као и авункуларни пар. Они су генетски ближи од полубраће и полусестара, али мање генетски сродни од пунокрвне браће и сестара, што је степен генетске везе који је реткост код људи и стога је мало проучаван.
Диблинзи, портманто од браће и сестара донора, или браће и сестара зачетих од донатора, или браће и сестара донора-сперме, биолошки су повезани преко донираних јајних ћелија или сперме. Диблинзи су биолошки браћа и сестре, али не правно у смислу породичних права и наслеђа. Сматра се да анонимност донације додатно компликује процес удварања.

### Некрвно сродство
Повезано преко афинитета:
- Степбраћа и степсестре су деца нечијег очуха или маћехе из претходне везе.
- Усвојену браћу и сестре одгаја особа која је усвојилац једног, и усвојилац или биолошки родитељ другог.
- Шурак или шуракиња су брат и сестра нечијег супружника, или супружник нечијег брата или сестре.[15][16] Супружник супружниковог брата или сестре се такође може назвати субратом и сестром.[17][18]

Невезано:
- FosterХранитељска браћа и сестре су деца која су одгајана у истом хранитељском дому: хранитељска деца нечијег(их) родитеља, или деца или хранитељска деца нечијег хранитеља.[19][20][21]
- Кумова браћа и сестре су деца кума или куме или кумчад оца или мајке.
- Млечна браћа и сестре су деца коју је дојила иста жена. Овај однос постоји у културама са сродством по млеку и у исламском праву.
- Унакрсна браћа и сестре су појединци који деле једно или више полубраће и полусестара; ако једна особа има најмање једног полубрата по мајци и најмање једног полубрата по оцу, полубраћа и полусестре по мајци и оцу су унакрсни браћа и сестре.[22]

## Крвно сродство и генетика
Крвно сродство је мера у којој су људи блиско сродни. Генетска сродност мери колико гена особа дели. Пошто сви људи деле преко 99% истих гена, крвно сродство је важно само за мали део гена који варира између различитих особа. Наслеђивање гена има насумични елемент, и ова два концепта су различита. Крвни сродство се смањује за половину за сваку генерацију репродуктивног раздвајања до њиховог најскоријег заједничког претка. Браћа и сестре су 50% у сродству по крвном сродству, јер су одвојени једно од другог са две генерације (брат и сестра до родитеља) и деле два родитеља као заједничке претке ({\displaystyle \left({\tfrac {1}{2}}\right)^{2}+\left({\tfrac {1}{2}}\right)^{2}}).
Двојајчани близанац је брат или сестра и стога је у сродству са 50% крвног сродства. Двојајчани близанци нису генетски сличнији од обичне браће и сестара. Како идентични близанци потичу из истог зигота, њихов најскорији заједнички предак су они један другом. Они су генетски идентични и 100% сродни јер су раздвојени са нула генерација ({\displaystyle \left({\tfrac {1}{2}}\right)^{0}}). Научници су спровели студије близанаца како би испитали улогу коју генетика и окружење играју у развоју различитих особина. Такве студије испитују колико често идентични близанци поседују исту особину понашања и упоређују то са колико често двојајчани близанци поседују исту особину. У другим студијама близанци се одгајају у одвојеним породицама, а студије упоређују преношење особине понашања од стране породичног окружења и поседовање заједничке особине између једнојајчаних близанаца. Ова врста студије је открила да за особине личности за које се зна да су наследне, генетика игра значајну улогу током живота и још већу улогу током раних година.
Полубраћа и полусестре су 25% у повезани по крвном сродству, јер деле једног родитеља и одвојени су једно од другог са две генерације ({\displaystyle \left({\tfrac {1}{2}}\right)^{2}}). Врло је мала шанса да два полубрата или полусестре можда не деле ниједан ген јер нису наследили ниједан од истих хромозома од заједничког родитеља. Ово је могуће и за пуну браћу и сестре, иако је то још мање вероватно. Међутим због тога како хомологни хромозоми замењују гене (због хромозомског укрштања током мејозе) током развоја јајне ћелије или ћелије сперме, међутим, шансе да се то икада догоди практично не постоје.
Особа може делити више од стандардног крвног сродства са својим братом или сестром ако су јој родитељи у сродству (коефицијент инбридинга је већи од нуле). Занимљиво је да полубраћа и сестре могу бити у сродству као „три четвртине браће и сестара”" (повезани са 3/8) ако њихови родитељи који нису заједнички имају крвно сродство од 50%. То значи да су различити родитељи или браћа и сестре, чинећи полубраћу и полусестре рођацима, или родитељ и дете, што их чини полу тетком-ујаком и нећаком-нећакињом.